# Maison du Renard (Bruxelles)
Ne doit pas être confondu avec Maison du renard (Lille).
La « Maison du Renard » (De Vos en néerlandais) est une maison de style baroque située au numéro 7 de la Grand-Place de Bruxelles en Belgique, entre la « Maison du Cornet » et la « Maison de la Tête d'Or », au début de la rue du même nom.

## Historique

### Historique de la corporation des merciers
La « Maison du Renard » était la maison de la corporation des merciers, fondée en 1382 (« meerslieden » ou « cremers »). 
Si, en français moderne, le sens du mot mercier se limite aux marchands d'aiguilles, de fils, de boutons, de rubans et autres articles de couture, il n'en allait pas de même dans le passé.
Les merciers étaient des marchands au sens large du terme, dont le nom vient du latin merx via l'ancien français merz (marchandise),,. En néerlandais, le mot mercier se traduisait par cremer, kremer ou kramer (marchand).
À Bruxelles, la corporation des merciers avait le privilège de vendre une foule de denrées et d'objets confectionnés : des épiceries, du vin doux, des merceries, des poteries, des armes, des arcs, des coffres, des ouvrages en osier, des objets façonnés au tour, du papier, des verroteries, des joujoux… Ce métier se fractionna en plusieurs parties qui prirent les noms de grands merciers (groote cremers), petits merciers (cleyne cremers), boutonniers (knopmaeckers), épiciers, teinturiers en bleu (blauwervers, teinture en bleu des étoffes de lin), chapeliers…
Certaines des activités des merciers sont illustrées par les bas-reliefs de Marc de Vos qui ornent la façade de la « Maison du Renard ». 

Bas-reliefs illustrant les activités des merciers
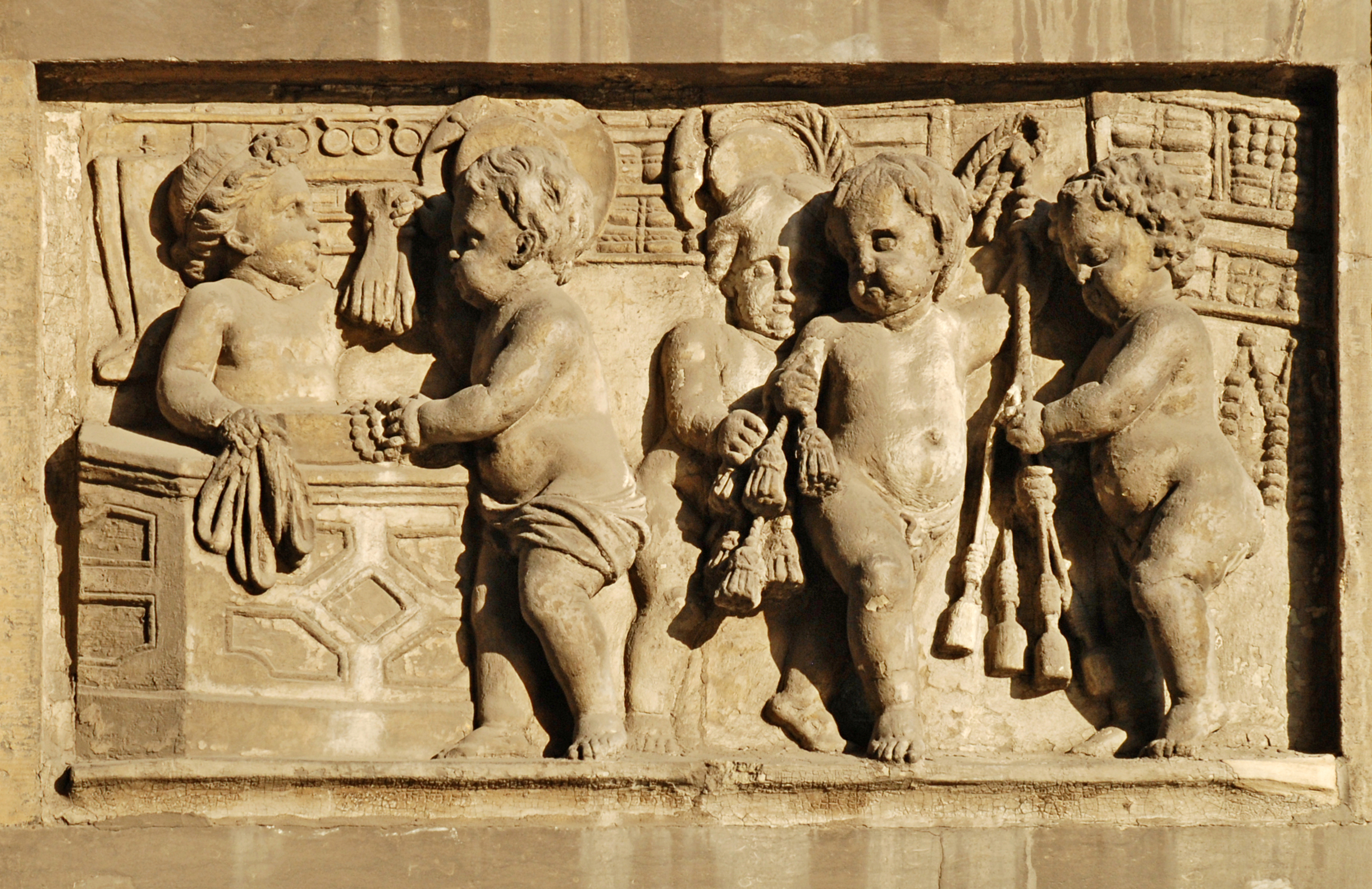
Commerce de gants, de lunettes et de passementerie.
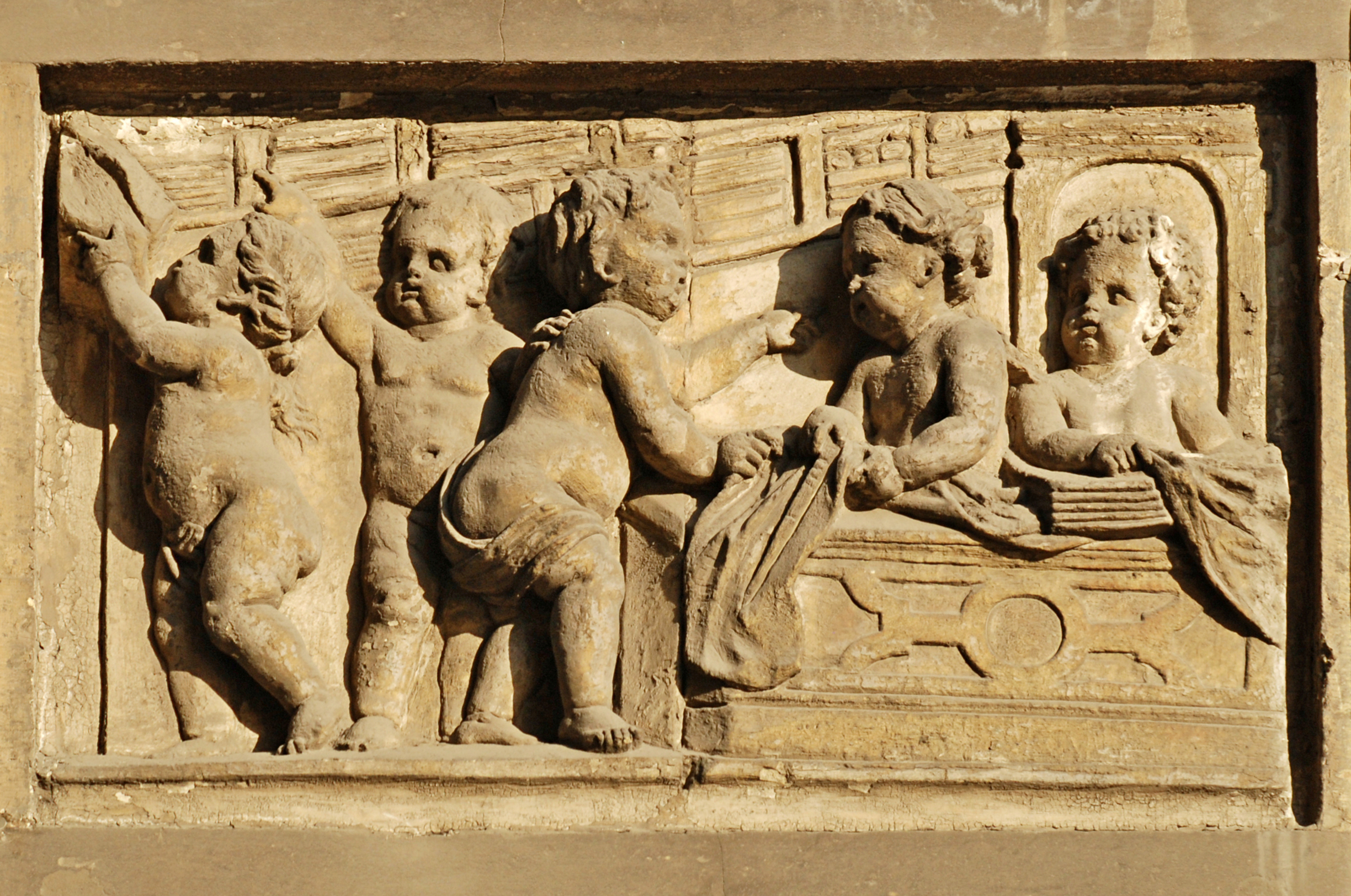
L'aunage (mesurage des tissus).

### Historique de la Maison du Renard
La Maison du Renard est la maison des merciers depuis la première moitié du XVe siècle.
Elle est assurément en leur possession en 1456 puisque, cette année-là, ils « fondèrent une messe par semaine dans la chapelle de Saint-Sauveur, rue des Pierres, qu'ils dotèrent de cinq florins de cens », hypothéqués sur une maison appelée De Vos située entre la maison t'Gulden Hoot (la Tête d'Or) et la maison dite den Hoeren (le Cornet).
Cette maison en bois est « reconstruite en pierre sans doute vers 1645 ».
À l'exception du rez-de-chaussée, la maison est détruite lors du bombardement de Bruxelles par les troupes françaises de Louis XIV commandées par le maréchal de Villeroy en août 1695. 
Après le bombardement, les merciers « tardèrent à la reconstruire et le Magistrat de Bruxelles dut le leur enjoindre à deux reprises » en 1697. 
Sa reconstruction est achevée en 1699,. L'architecte est probablement Corneille van Nerven et les sculptures sont l'œuvre de Marc de Vos, Jean van Delen et Corneille Van Nerven,.
La gilde fait restaurer la façade en 1769-1770. À cette époque, au XVIIIe siècle, la maison portait le nom de « Cremers Huys ».
Les statues du premier étage disparaissent ensuite et sont remplacées lors de la restauration menée en 1883-1884 par l'architecte Victor Jamaer : on ajoute alors des statues allégoriques, la Justice par P.Comein et l'Amérique, l'Asie, l'Europe et l'Afrique par Julien Dillens.
Une première statue de saint Nicolas surmontait la façade de la maison dès 1737,,. Cette première statue aurait cependant disparu et aurait été remplacée lors des grands travaux de rénovation de la Grand-Place en 1883-1884 par une deuxième statue qui a été démontée en 2008 vu son état de dégradation avancée qui ne permettait plus de l'exposer en extérieur,,. Cette statue a été restaurée et installée dans l'église Saint-Nicolas toute proche, tandis qu'une copie en bronze a été installée sur le pignon de la maison du Renard le 26 juin 2018,,,.

Le bombardement de Bruxelles en 1695 par les troupes françaises du maréchal de Villeroy
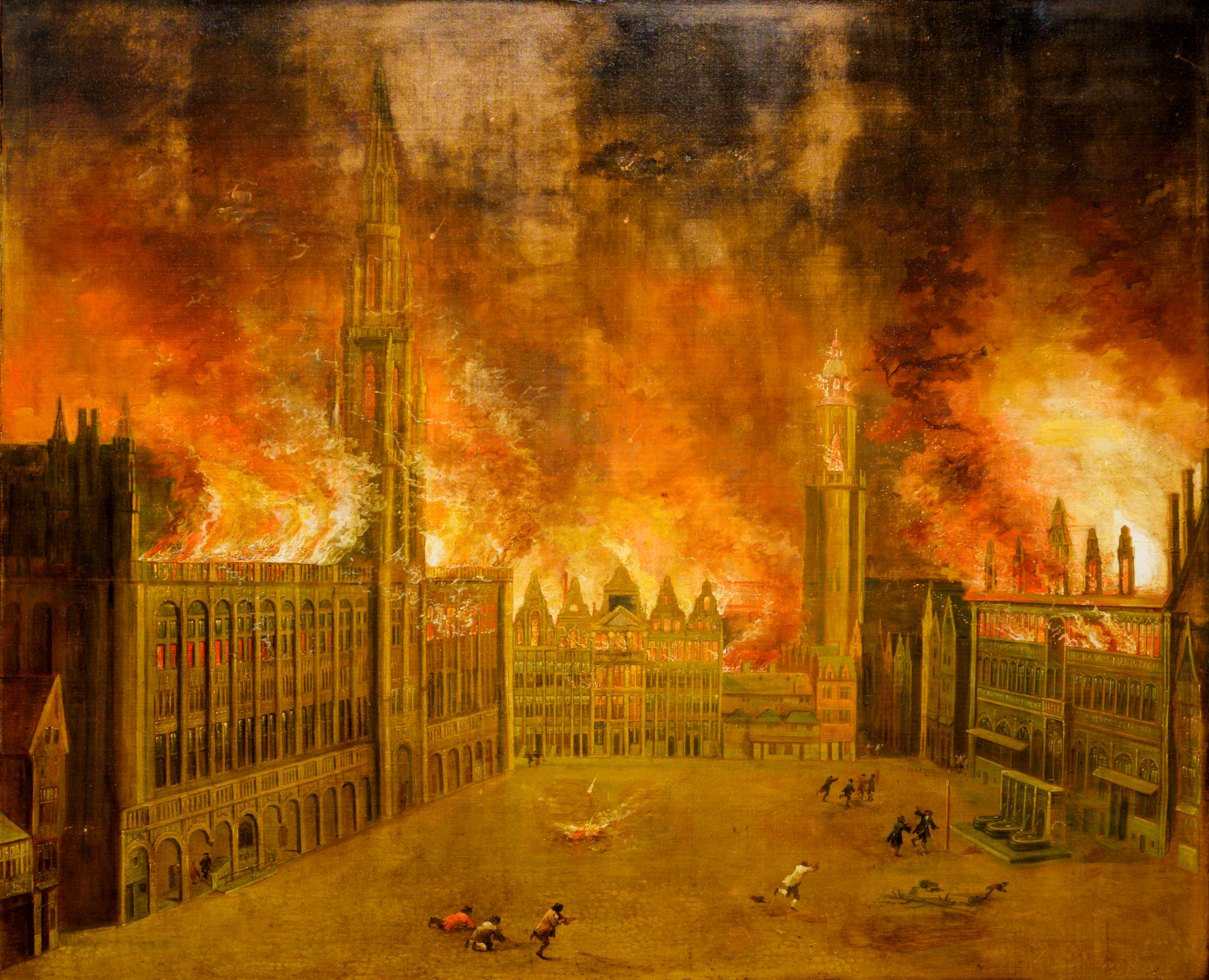
La Grand-Place en feu la nuit du 13 au 14 août 1695 (anonyme, musée de la Ville de Bruxelles) : la Maison du Renard et ses voisines dans le fond.
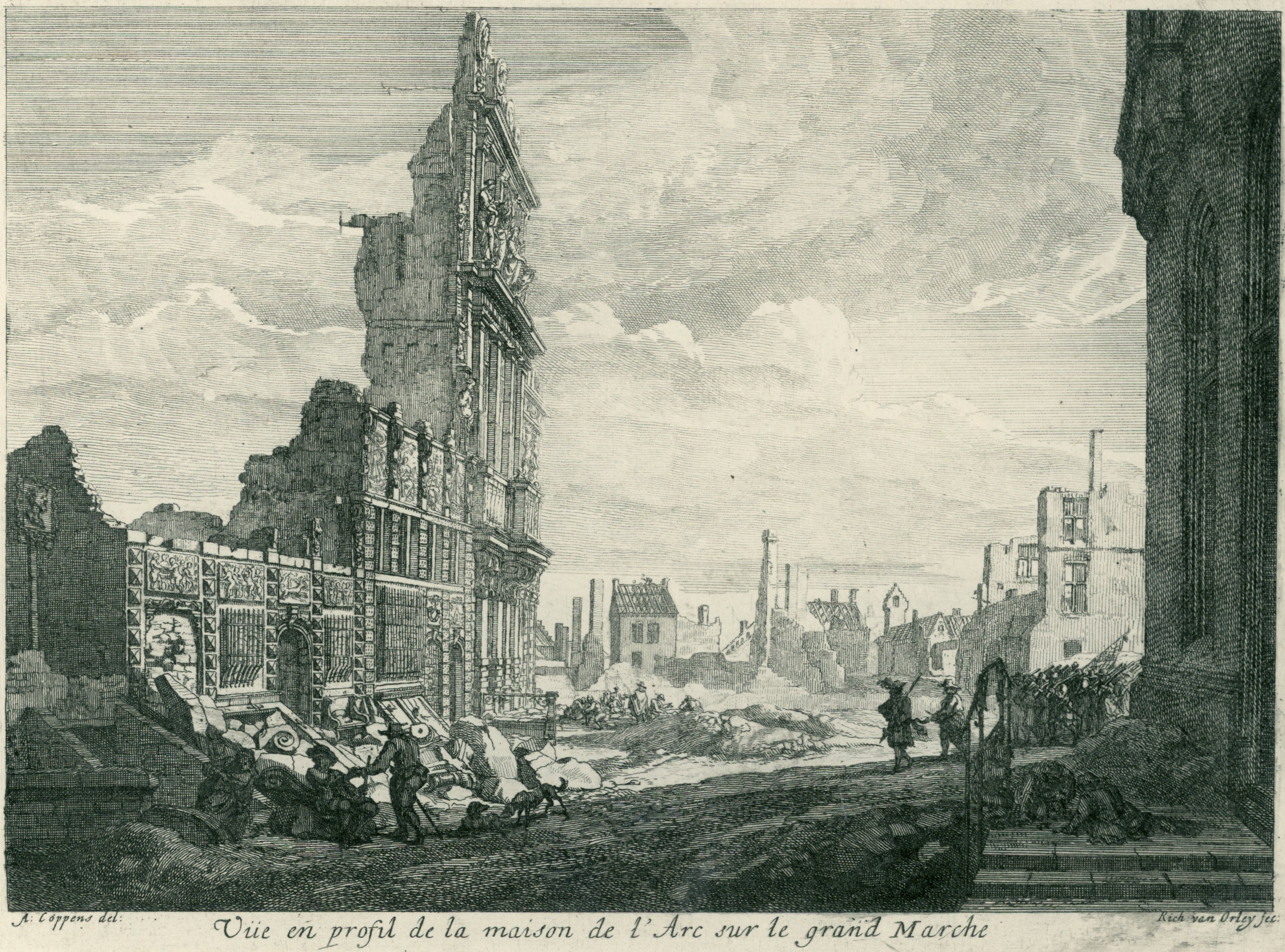
La maison de la Louve (encore partiellement debout, au centre) et ses voisines entièrement détruites (par Richard van Orley d'après Augustin Coppens, Rijksmuseum, Amsterdam).

## Classement
Les façades et les toitures de toutes les maisons qui bordent la Grand-Place font l'objet d'un classement au titre des monuments historiques en tant qu'ensemble depuis le 19 avril 1977 sous la référence globale 2043-0065/0.
Le classement a été étendu à d'autres parties du bâtiment le 7 novembre 2002, sous la référence 2043-0065/007.

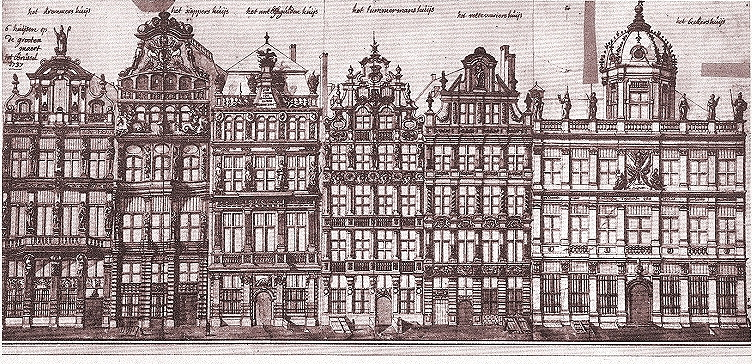
La Maison du Renard (première à gauche) et ses voisines. Dessin de Ferdinand-Joseph Derons (1727).
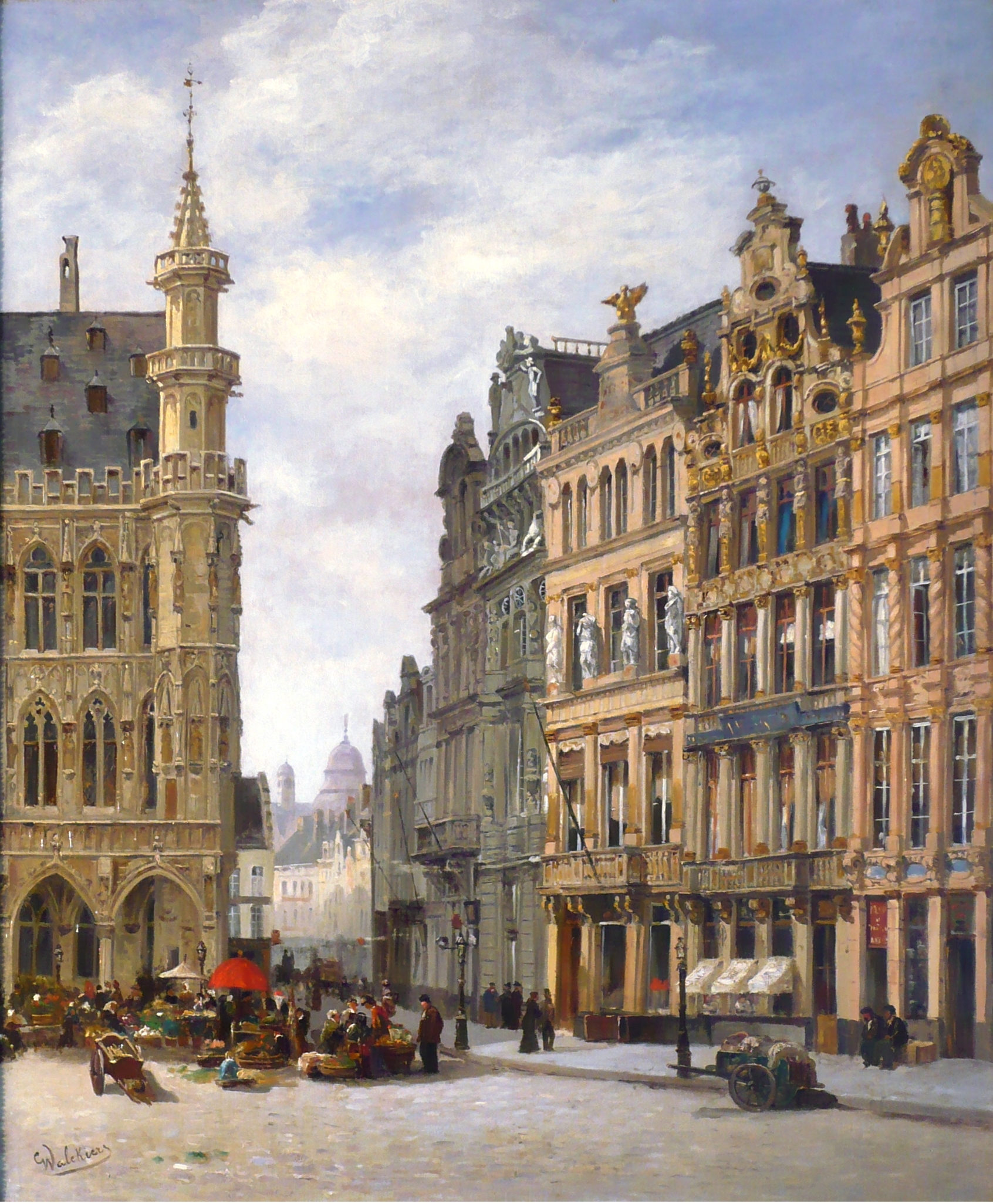
Les maisons du Renard, du Cornet, de la Louve, du Sac et de la Brouette sur un tableau de Gustave Walckiers (vers 1880).

## Architecture

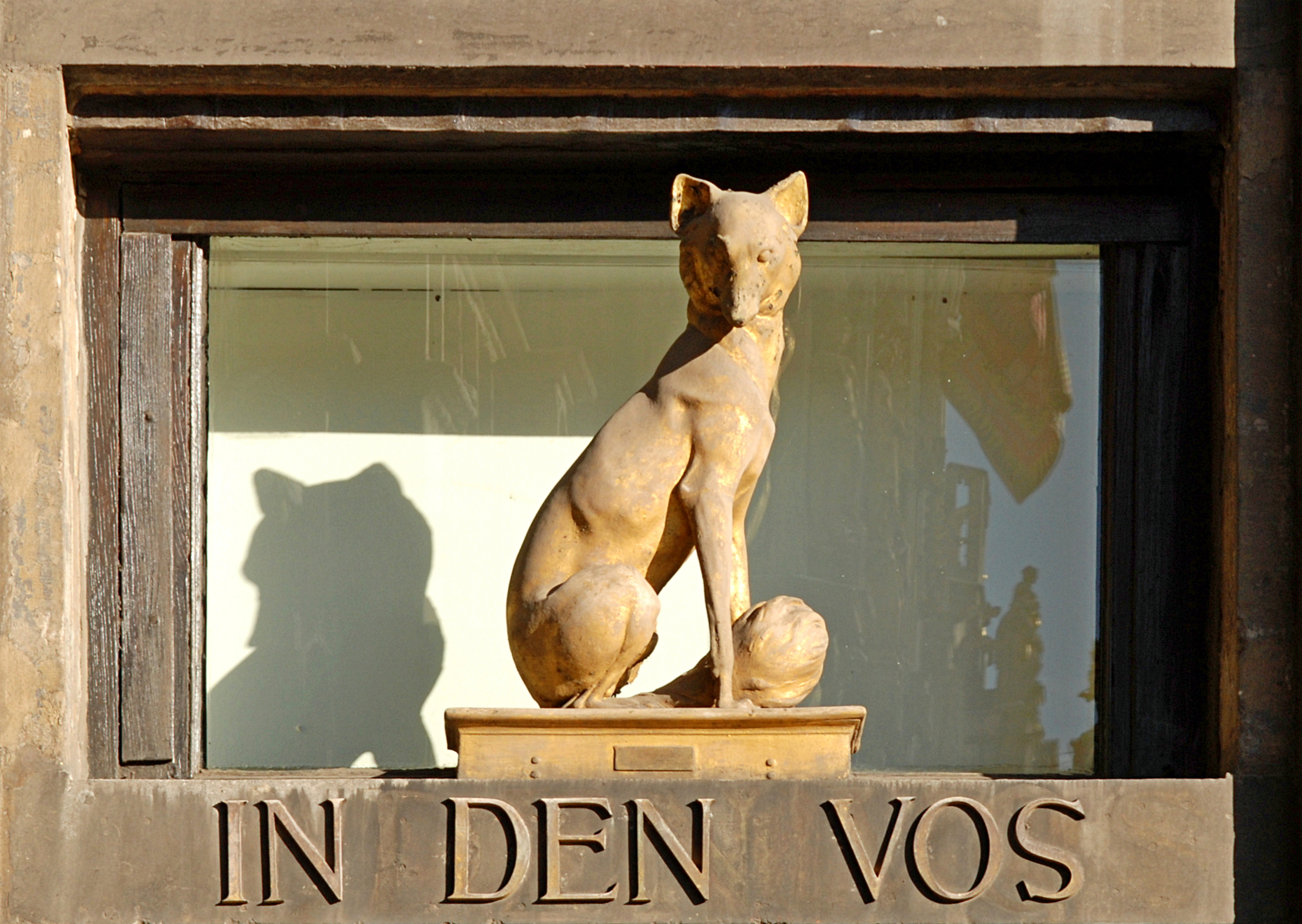
L'enseigne au renard.

La « Maison du Renard », édifiée en pierre de taille, présente une façade composée de quatre travées.

### Rez-de-chaussée et entresol
La porte d'entrée est surmontée de l'enseigne au renard sous laquelle figure, en néerlandais, l'inscription « In den vos » (« Dans la maison du renard »). Le Renard qui sert d'enseigne a été modelé par Julien Dillens, d'après les dessins de Marc de Vos, le vieux.
Le rez-de-chaussée et l'entresol sont liés par cinq hauts pilastres. Les trois pilastres centraux se terminent par des consoles qui supportent le balcon du premier étage. Restaurées par Edmond Lefever, ces consoles représentent deux atlantes et une console à volutes ornée d'une feuille d'acanthe dorée. Les deux pilastres latéraux se terminent chacun par un chapiteau dorique surmonté d'un triglyphe.
Les allèges des petites fenêtres de l'entresol sont ornées de quatre bas-reliefs de Marc de Vos représentant les activités des merciers. Le premier bas-relief à gauche représente le commerce de gants, de lunettes et de passementerie (perles, colliers, cordons). Le deuxième représente l'aunage (le mesurage des tissus à l'aune). Le troisième représente le métier des teinturiers en bleu (blauwervers) qui procédaient à la teinture en bleu des étoffes de lin : le tissu est plongé dans une cuve en dessous de laquelle se trouve un foyer, il est ensuite battu et enfin étendu et séché. Quant au quatrième panneau, celui de droite, il représente les boulangers, ce qui s'explique par le fait que saint Nicolas (dont la statue couronne l'édifice) n'est pas seulement le patron des merciers mais également celui des boulangers.

Ornementation de l'entresol
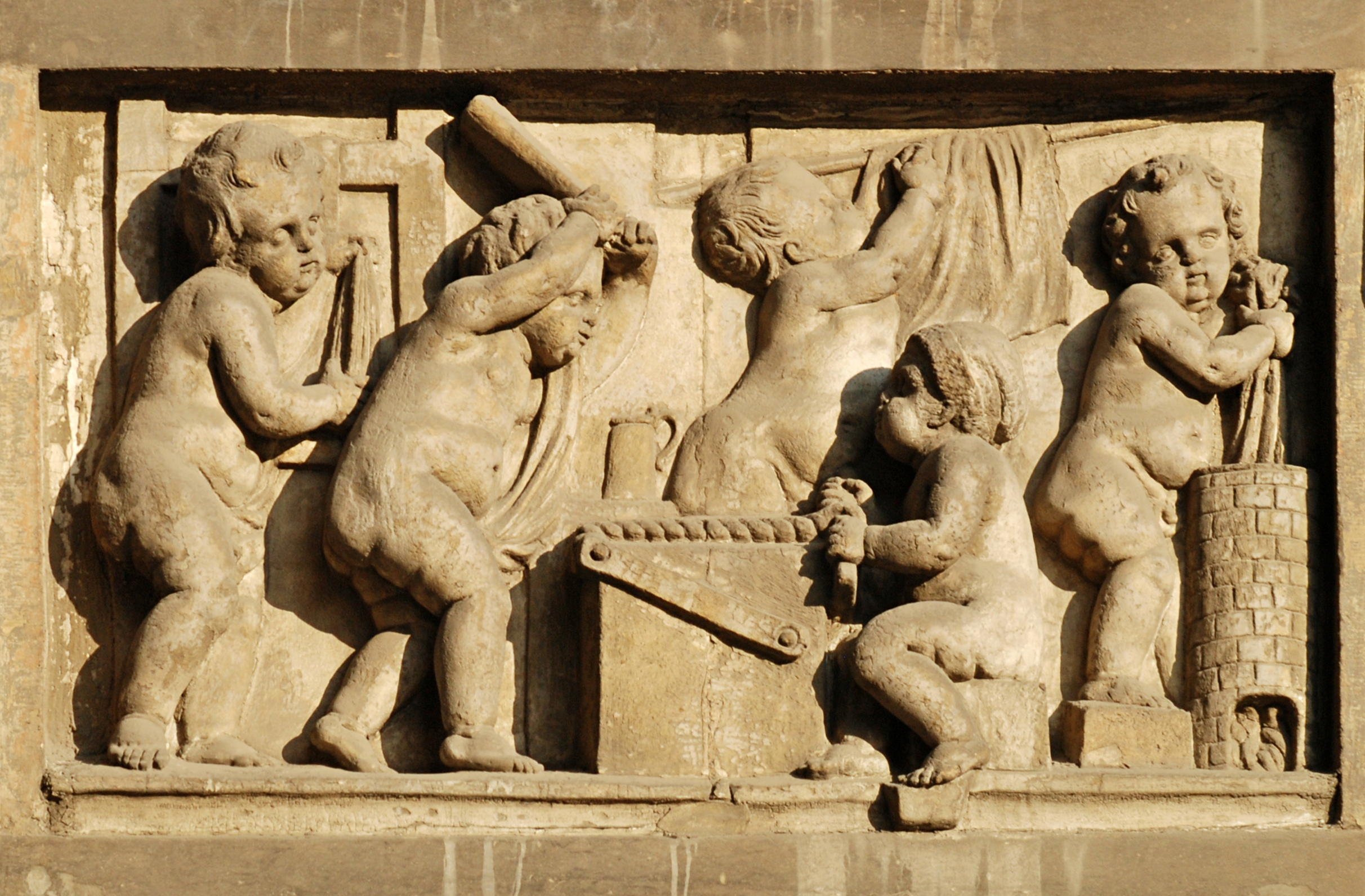
Les teinturiers en bleu (blauwervers).
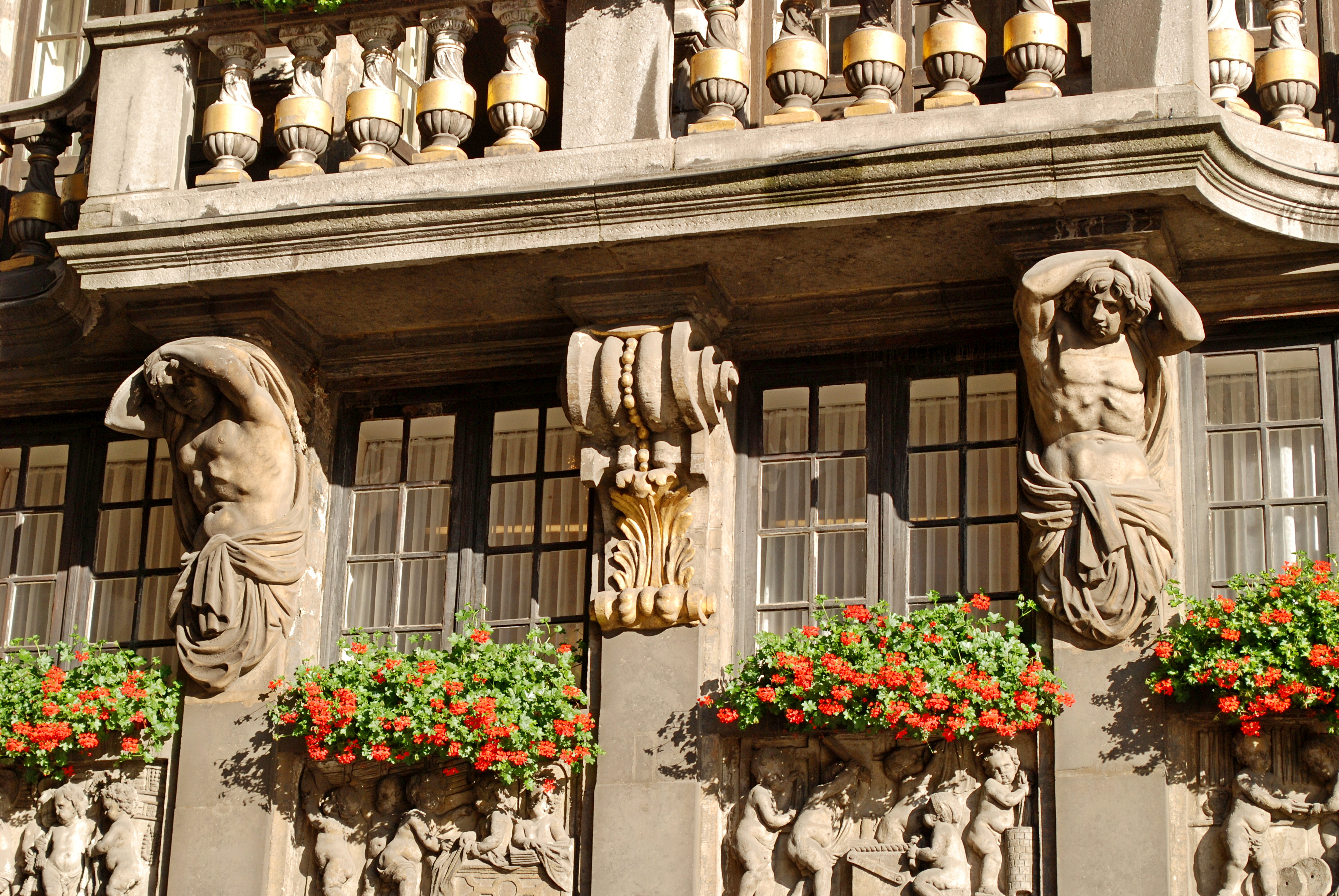
Les Atlantes qui supportent le balcon.
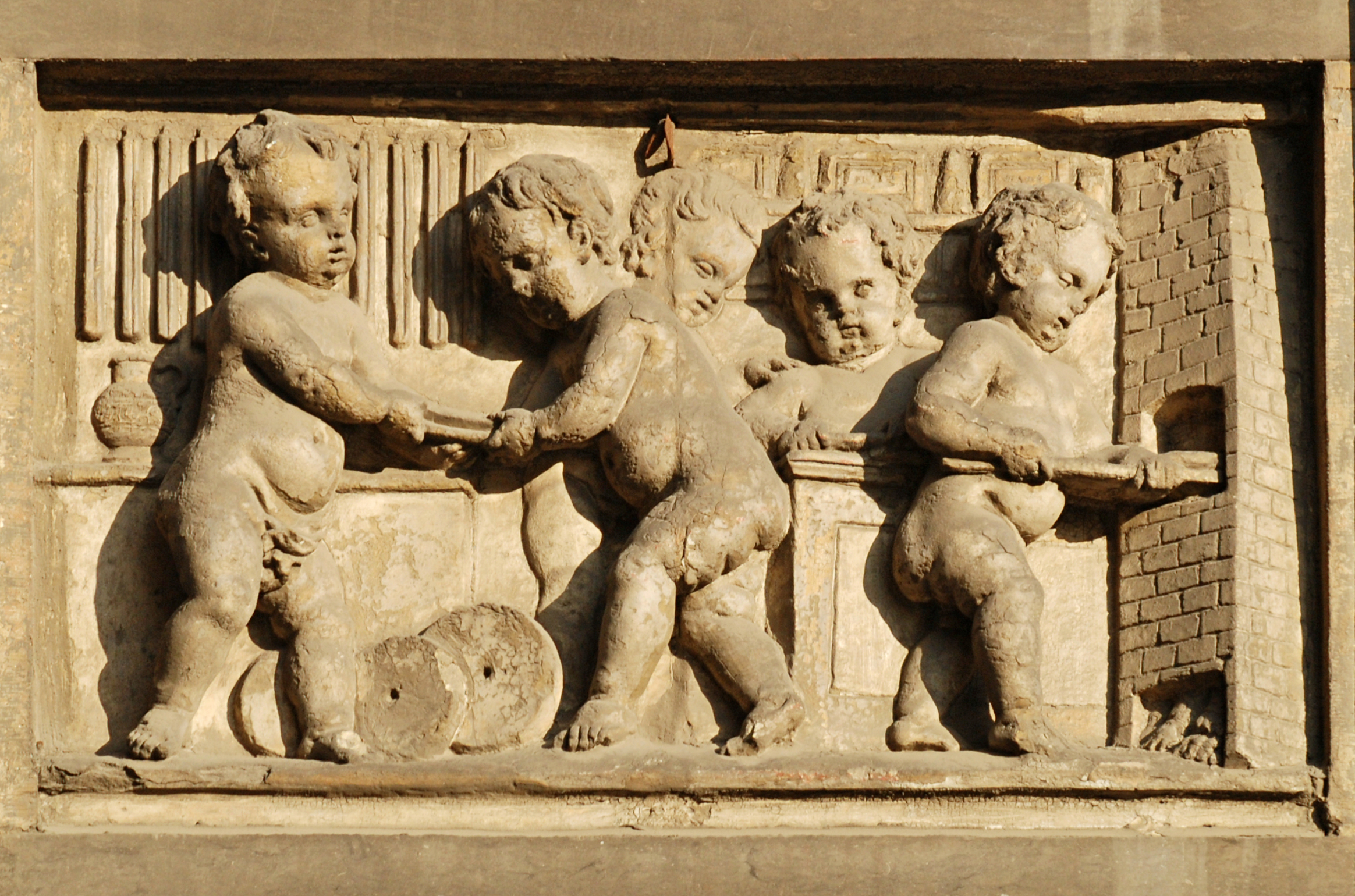
Les boulangers.

### Étages et pignon

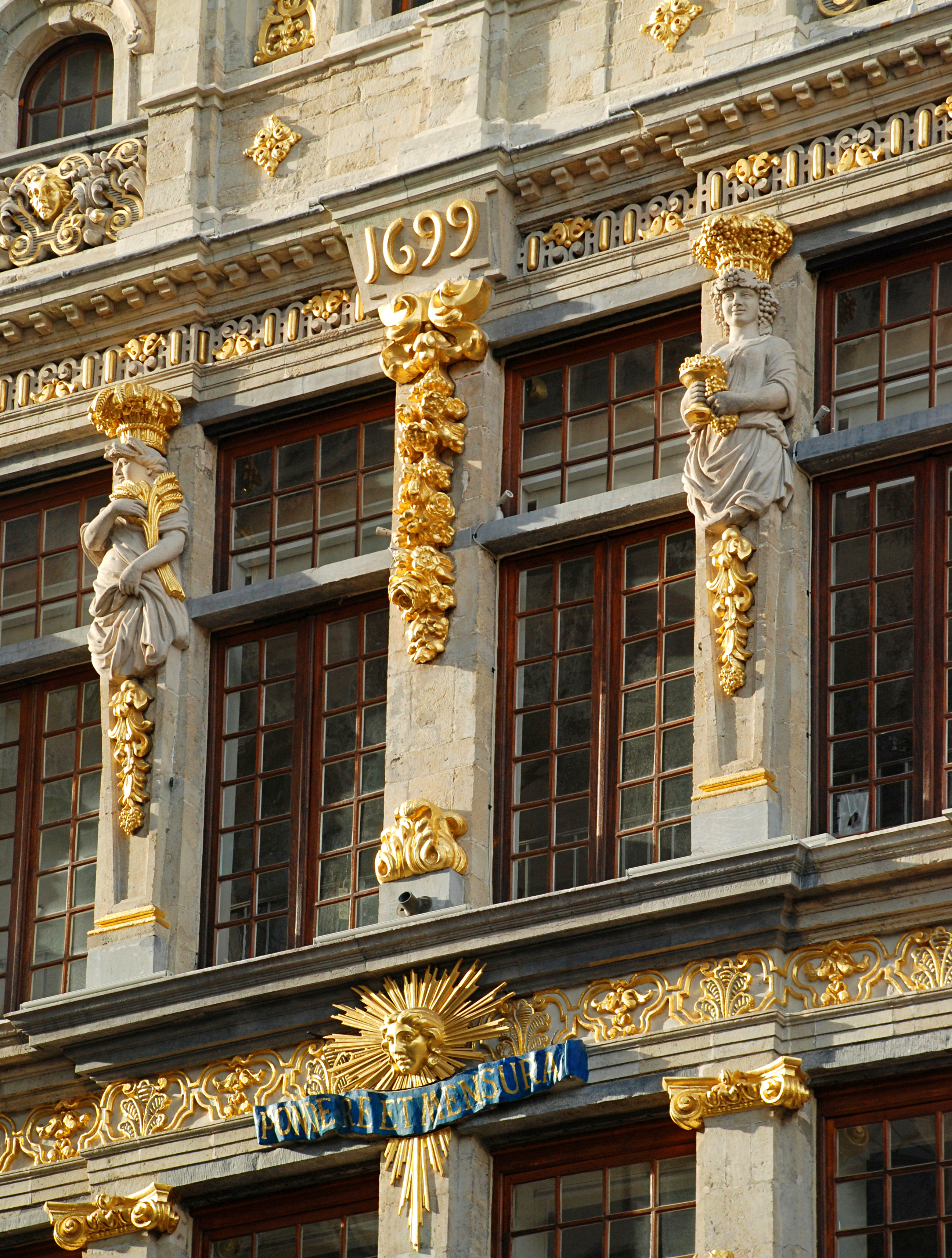
Cariatides et cartouche « 1699 ».

Le premier étage est orné d'un balcon surmontés de statues.
La statue centrale représente l'allégorie de la Justice, œuvre de P. Comeyn,. Aveugle, elle tient la balance et le glaive et est surmontée d'un phylactère portant la devise Pondere et Mensura (Avec poids et mesure).
« La Justice impartiale (les yeux bandés), symbole de l'honnêteté dans le commerce, est encadrée des 4 allégories des grands continents connus à l'époque avec lesquels les merciers commerçaient ». Ces quatre statues réalisées en 1884 par Julien Dillens représentent de gauche à droite « Africa », « Europa », « Asia », « America »,. Pol Meirsschaut les décrivait ainsi en 1900 dans son ouvrage Les sculptures de plein air à Bruxelles: Guide explicatif : « L'Afrique, dont le caractère demi-barbare encore est indiqué par la massue ; l'Europe, la couronne souveraine en tête et la corne d'abondance dans les bras ; l'Asie, le brûle-parfum et la dent d'ivoire lui servent de caractéristiques ; l'Amérique. Cette figure est munie du lasso et de la pagaie ». 
Les travées de cet étage sont séparées par des pilastres à chapiteaux ioniques dorés, surmontés d'une « frise de motifs Louis XIV encadrant, dans l'axe, une image du Soleil ».
Le deuxième étage, orné de cariatides à gaine et de guirlandes de fleurs, est surmonté d'un entablement portant en son centre un cartouche mentionnant l'année de reconstruction de la maison (« 1699 »).
La façade est sommée d'un « élégant pignon de style baroque tardif, du type à consoles renversées, exécuté en pierre blanche et refait avec de la pierre bleue et des matériaux neufs ». La partie centrale du pignon est sommée d'un fronton courbe portant la statue de saint Nicolas, patron des merciers, au-dessus d'un cartouche inscrit « Divo Nicolao » (À saint Nicolas). Cette statue a été coulée en cuivre galvanique sur un modèle de Jean-André Laumans. La statue (qui est une copie installée en 2018 pour remplacer celle de 1884) représente saint Nicolas appuyé d'une main sur sa crosse pendant qu'il est en train de bénir trois enfants disposés à ses pieds,,.
Le pignon est flanqué de deux ailerons à volute et pot à feu, percés chacune d'une petite baie cintrée dont l'allège est ornée d'un panneau sculpté d'un mascaron.

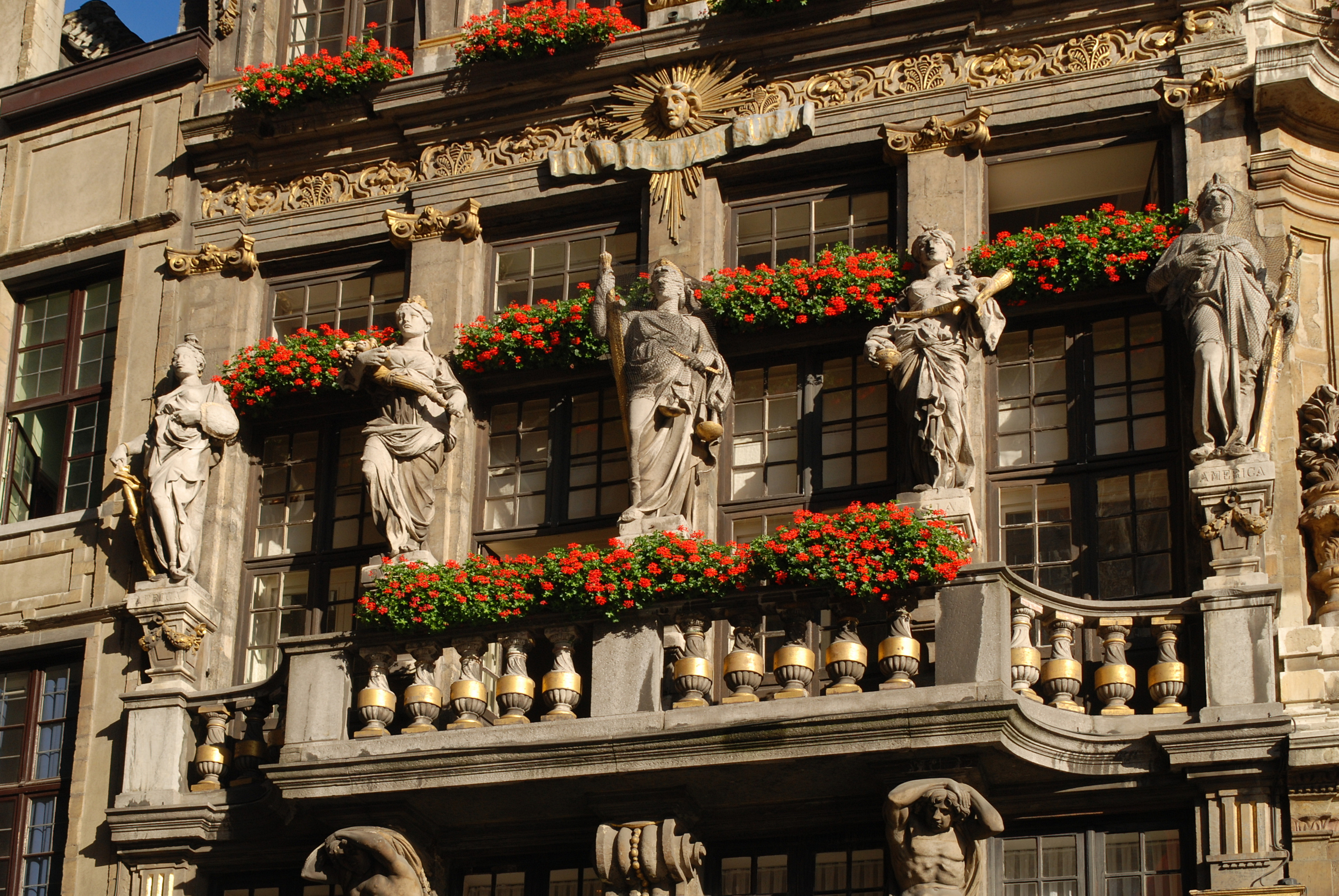
Allégorie de la Justice et des continents.
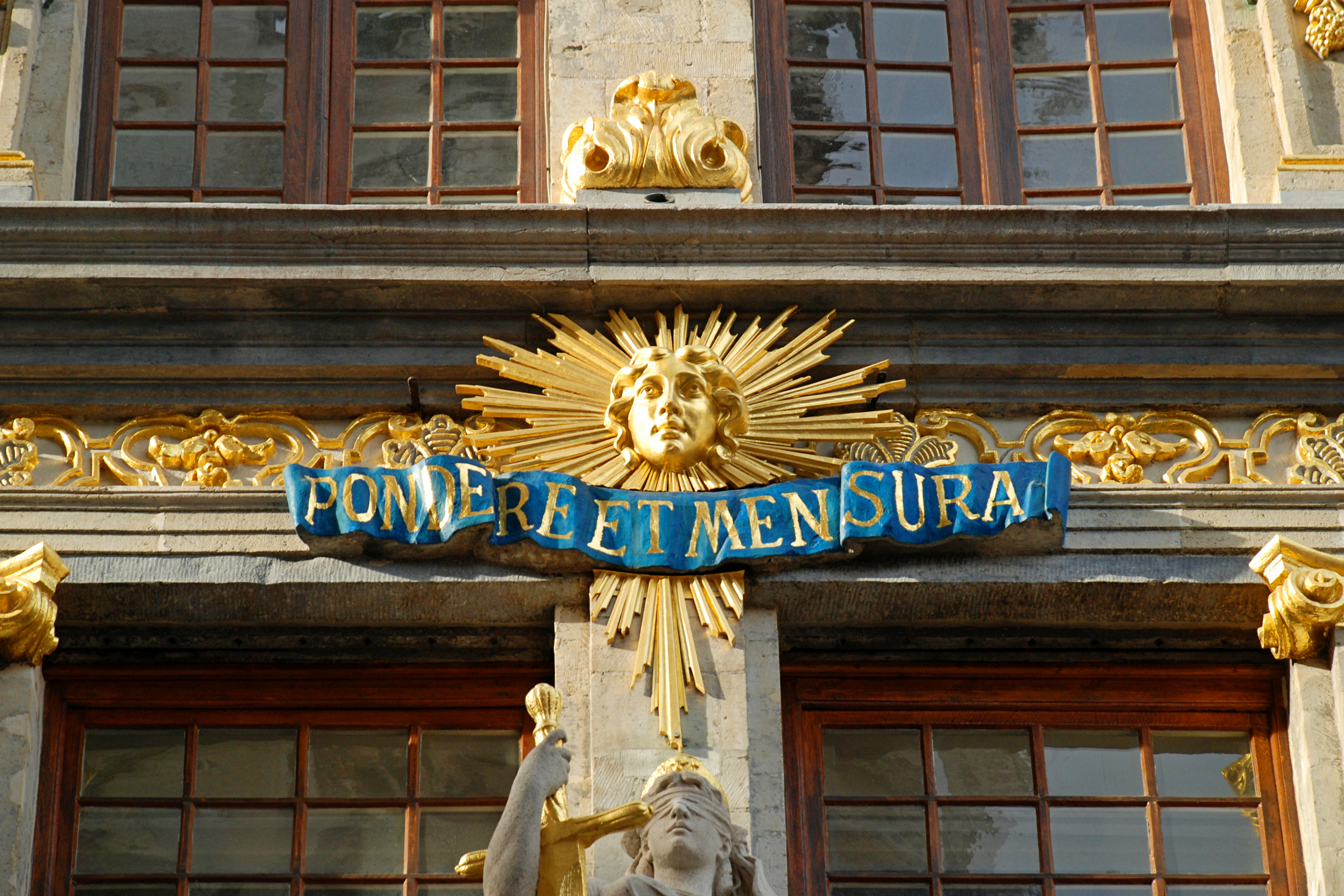
Pondere et Mensura (Avec poids et mesure).
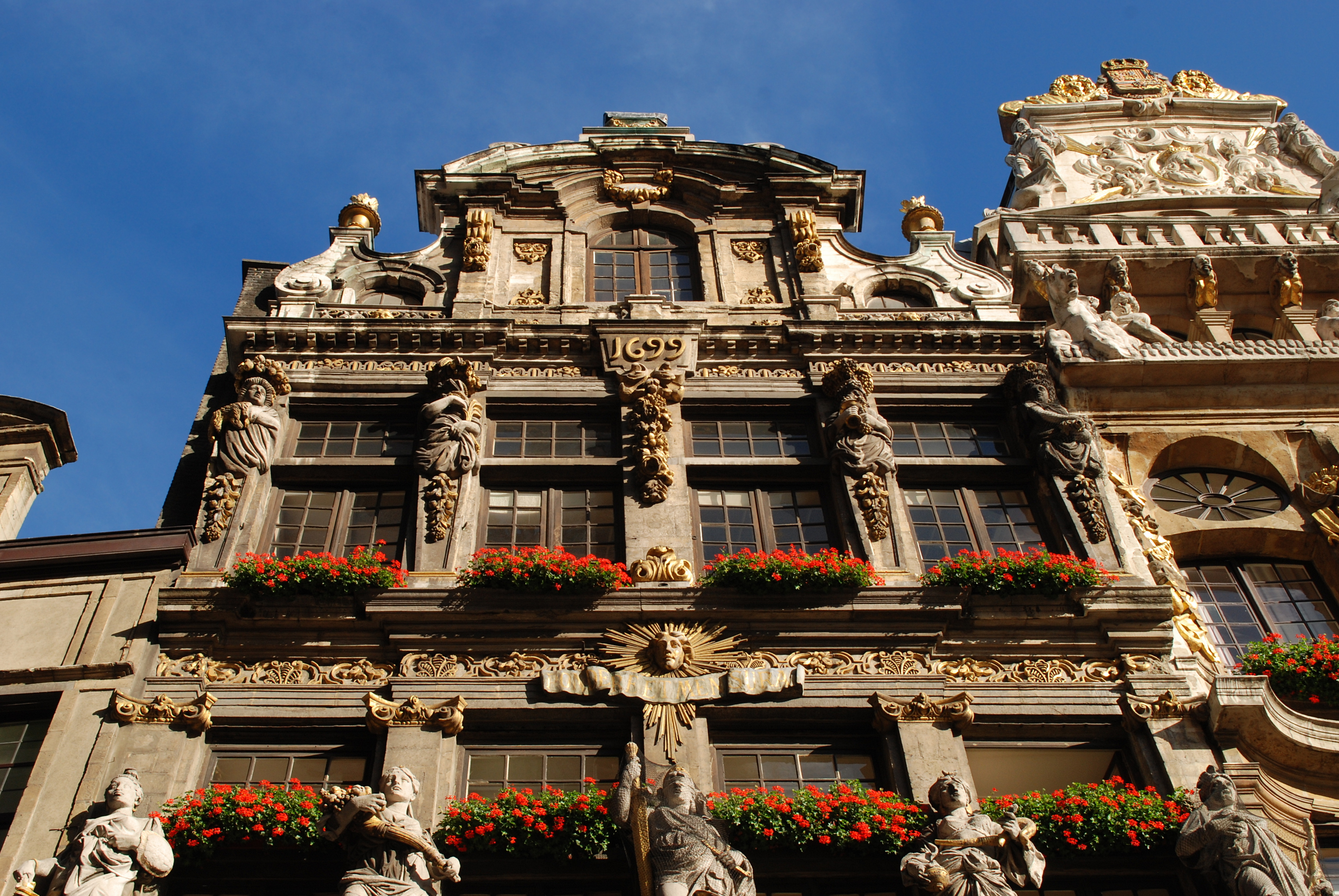
Pignon à volutes couronné de pots à feu.